# Mesotroea cyanipennis
Mesotroea cyanipennis är en skalbaggsart som beskrevs av Stefan von Breuning 1939. Mesotroea cyanipennis ingår i släktet Mesotroea och familjen långhorningar.
Artens utbredningsområde är Vanuatu. Inga underarter finns listade i Catalogue of Life.